# Catocala andromedae
Catocala andromedae là một loài bướm đêm thuộc họ Erebidae. Nó được tìm thấy ở Maine phía nam qua New Jersey tới Florida và Alabama và phía tây đến Texas và Oklahoma.
Sải cánh dài 40–50 mm. Con trưởng thành bay từ tháng 5 đến tháng 8 tùy theo địa điểm. Có thể có một lứa một năm.
Ấu trùng ăn Andromeda, Carya, Lyonia, Quercus, Vaccinium angustifolium và Vaccinium corymbosum.